# 吳裕淵
吳裕淵（？—？），广西人，清朝政治人物。举人出身。
同治十年，擔任廣東廣州府永安縣知縣（現紫金縣知縣）。后由陽景霽接任。